# STARCAMP EP
《STARCAMP EP》는 미즈키 나나의 17집 싱글이다. 2008년 2월 6일에 출시되었다.

## 수록곡
1. Astrogation [4:31]
  - 작사 : Hibiki
  - 작곡·편곡 : 스야마 준
2. COSMIC LOVE [4:28]
  - 작사 : 소노다 료지
  - 작곡·편곡 : 후지타 준페이(Elements Garden)
3. Dancing in the velvet moon [4:31]
  - 작사 : 미즈키 나나
  - 작곡 : 아게마쓰 노리야스
  - 편곡 : 아게마쓰 노리야스·나카야마 마사토(Elements Garden)
4. 空時計 [4:04]
  - 작사 : SAYURI
  - 작곡·편곡 : 오히라 쓰토무